# Rocket Lab
A Rocket Lab é uma empresa norte-americana do segmento aeroespacial que projeta e fabrica foguetes de sondagem, sistemas de propulsão,
sistemas de vigilância, sistemas de proteção térmica e sistemas eletrônicos, além de prover serviços de lançamento de satélites miniaturizados. O fundador e Diretor técnico
da companhia é o neozelandês Peter Beck, um ex-cientista da Crown Research.
A Rocket Lab se dedica a prover métodos de baixo custo para conduzir cargas ao espaço. Com esse objetivo, desenvolveu um sistema completo de motores de foguete
e um foguete de sondagem, o  Ātea, e atualmente opera um foguete orbital leve, o Electron, com o qual provê lançamentos de satélites miniaturizados e CubeSats. A sede da empresa está localizada em Huntington Beach, na Califórnia, com escritório de operações em Auckland, Nova Zelândia, além de uma unidade em
Cabo Canaveral, Flórida.
Em parceria com a L2 Aerospace, a Rocket Lab desenvolveu também, um interessante sistema de vigilância e inspeção visual (em princípio para uso militar).
Esse sistema, chamado Instant Eyes, é composto por um foguete portátil, lançado a partir de um tubo, das mãos do operador. O sistema retorna imagens de alta
resolução para dispositivos móveis, poucos segundos após o lançamento.